# Hugo Brandt (Kaufmann)
Hugo Brandt (* 16. März 1845 in Hamburg; † 21. März 1933 ebenda) war ein Kaufmann und Hamburger Senator. 
Brandts Vater war ein angesehener Assekuradeur; die Familie war seit Mitte des 18. Jahrhunderts in Hamburg ansässig. Nach seiner Schulzeit in Hamburg ging Hugo Brandt zunächst ins Ausland. 1865 begann er eine kaufmännische Lehre bei der Im- & Export-Firma Carl Geo. Heise in Hamburg. Anschließend verbrachte er einige Jahre in Westindien. Am 1. Januar 1879 wurde er Teilhaber der Firma Carl Geo. Heise, am 30. Juni 1931 schied er aus der Firma aus.

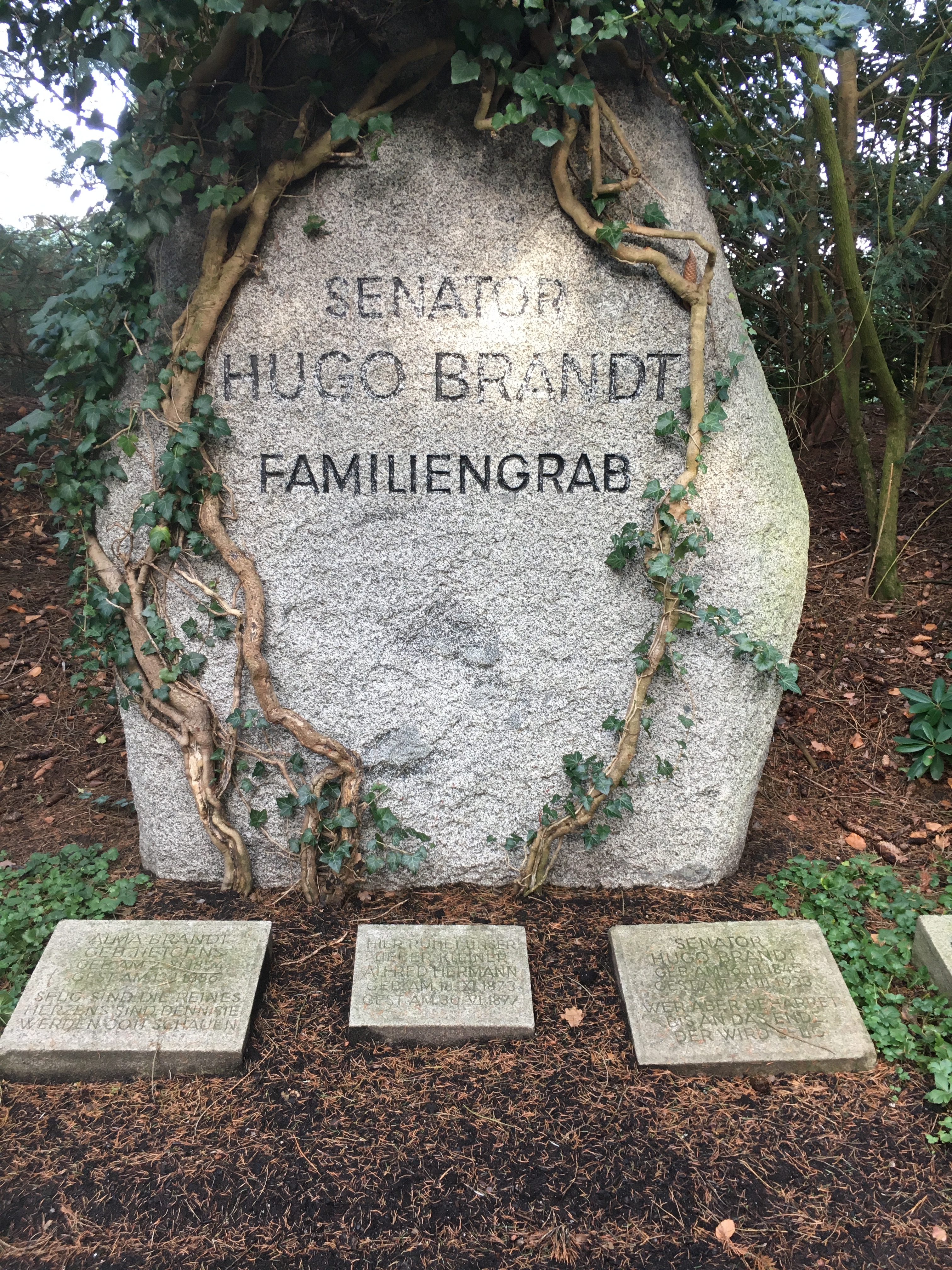
Familiengrabstätte auf dem Friedhof Ohlsdorf, rechter Kissenstein

1892 wurde Brandt in die Hamburgische Bürgerschaft gewählt, dort schloss er sich der Fraktion der Rechten an. Er gehörte zeitweise der Finanzdeputation, der Deputationen für indirekte Steuern sowie dem Waisenhauskollegium an.
Der Bürgerschaft gehörte er bis zu seiner Wahl in den Senat am 2. Dezember 1901 an Stelle des ausgeschiedenen Senator Adolph Ferdinand Hertz an. Im Senat wirkte er lange als Präses der Friedhofdeputation und ab 1911 als stellvertretender Präses der Finanzdeputation unter Arnold Diestel. Ab dem ersten Kriegsjahr war Brandt Vorsitzender der Kommission für Kriegsversorgung.

„Als sich im Jahre 1916 die Lebensmittelvorsorge für das ganze Reich verschlechterte, glaubte man in Hamburg, die Kommission für Kriegsversorgung habe versagt. Statt ihrer Mitglieder wurden andere Persönlichkeiten in die Leitung des neu gebildeten Kriegsversorgungsamtes berufen. Es wurde dabei nicht beachtet, das die großen Vorratseinkäufe von Reis, Fleisch, Kaffee und anderem, welche die Lage in Hamburg besser gestalteten als in anderen Städten, vor allem Senator Brandt zu verdanken war. Er wurde am 31. August 1916 von seinem Posten abberufen.“

Zum 28. März 1919 schied er aus dem Senat aus. Brandt galt mit einem 1912 geschätzten Vermögen von 4,3 Millionen Mark als sehr vermögend.
Hugo Brandt wurde in der Familiengrabstätte auf dem Friedhof Ohlsdorf beigesetzt. Sie liegt im Planquadrat AD 13 östlich von Kapelle 8.